# Románia a 2022. évi téli olimpiai játékokon
Románia a kínai Pekingben megrendezett 2022. évi téli olimpiai játékok egyik részt vevő nemzete volt. Az országot az olimpián 7 sportágban 21 sportoló képviselte, akik érmet nem szereztek.

## Alpesisí
Férfi
| Versenyző            | Versenyszám      | 1. futam | 1. futam | 2. futam | 2. futam | Összesítés | Összesítés |
| Versenyző            | Versenyszám      | Idő      | Hely.    | Idő      | Hely.    | Idő        | Helyezés   |
| -------------------- | ---------------- | -------- | -------- | -------- | -------- | ---------- | ---------- |
| Alexandru Ștefănescu | Óriás-műlesiklás | 1:14,20  | 38.      | 1:19,01  | 33.      | 2:33,21    | 32.        |
| Alexandru Ștefănescu | Műlesiklás       | 1:01,72  | 39.      | 58,70    | 35.      | 2:00,42    | 35.        |

Női
| Versenyző        | Versenyszám      | 1. futam      | 1. futam      | 2. futam | 2. futam | Összesítés | Összesítés |
| Versenyző        | Versenyszám      | Idő           | Hely.         | Idő      | Hely.    | Idő        | Helyezés   |
| ---------------- | ---------------- | ------------- | ------------- | -------- | -------- | ---------- | ---------- |
| Maria Constantin | Óriás-műlesiklás | 1:08,25       | 50.           | 1:10,25  | 45.      | 2:18,50    | 45.        |
| Maria Constantin | Műlesiklás       | nem ért célba | nem ért célba | kiesett  | kiesett  | kiesett    | kiesett    |

## Biatlon
Férfi
| Versenyző     | Versenyszám  | Időeredmény | Lövőhiba | Helyezés |
| ------------- | ------------ | ----------- | -------- | -------- |
| George Colțea | 10 km sprint | 27:54,7     | 2 (1+1)  | 89.      |

Női
| Versenyző       | Versenyszám            | Időeredmény | Lövőhiba    | Helyezés |
| --------------- | ---------------------- | ----------- | ----------- | -------- |
| Natalia Ushkina | 15 km egyéni indításos | 51:04,1     | 2 (0+1+1+0) | 56.      |
| Natalia Ushkina | 7,5 km sprint          | 24:14,3     | 2 (1+1)     | 71.      |

## Bob
Férfi
| Versenyző                                                       | Versenyszám | 1. futam | 1. futam | 2. futam | 2. futam | 3. futam | 3. futam | 4. futam | 4. futam | Összesítés | Összesítés |
| Versenyző                                                       | Versenyszám | Idő      | Hely.    | Idő      | Hely.    | Idő      | Hely.    | Idő      | Hely.    | Idő        | Helyezés   |
| --------------------------------------------------------------- | ----------- | -------- | -------- | -------- | -------- | -------- | -------- | -------- | -------- | ---------- | ---------- |
| Mihai Cristian Tentea* Ciprian Nicolae Daroczi                  | Kettes      | 59,83    | 12.      | 1:00,46  | 22.      | 1:00,19  | 15.      | 1:00,28  | 16.      | 4:00,76    | 16.        |
| Mihai Cristian Tentea* Raul Dobre Ciprian Daroczi Cristian Radu | Négyes      | 58,87    | 10.      | 59,55    | 13.      | 59,30    | 14.      | 59,93    | 18.      | 3:57,65    | =13.       |

Női
| Versenyző                     | Versenyszám | 1. futam | 1. futam | 2. futam | 2. futam | 3. futam | 3. futam | 4. futam | 4. futam | Összesítés | Összesítés |
| Versenyző                     | Versenyszám | Idő      | Hely.    | Idő      | Hely.    | Idő      | Hely.    | Idő      | Hely.    | Idő        | Helyezés   |
| ----------------------------- | ----------- | -------- | -------- | -------- | -------- | -------- | -------- | -------- | -------- | ---------- | ---------- |
| Andreea Grecu                 | Mono        | 1:05,56  | 11.      | 1:05,71  | 8.       | 1:06,46  | 15.      | 1:06,26  | 10.      | 4:23,99    | 12.        |
| Andreea Grecu* Katharina Wick | Kettes      | 1:01,82  | 9.       | 1:02,47  | 20.      | 1:02,25  | 16.      | 1:02,44  | 18.      | 4:08,98    | 18.        |

* – a bob vezetője

## Gyorskorcsolya
Női
| Versenyző     | Versenyszám | Eredmény | Helyezés |
| ------------- | ----------- | -------- | -------- |
| Mihaela Hogaş | 500 m       | 39,45    | 29.      |
| Mihaela Hogaş | 1000 m      | 1:19,33  | 29.      |

## Sífutás
Távolsági
Férfi
| Versenyző   | Versenyszám | Klasszikus | Klasszikus | Szabad  | Szabad | Összesen  | Összesen |
| Versenyző   | Versenyszám | Idő        | Hely.      | Idő     | Hely.  | Idő       | Helyezés |
| ----------- | ----------- | ---------- | ---------- | ------- | ------ | --------- | -------- |
| Paul Pepene | 30 km       | 41:39,3    | 29.        | 40:30,4 | 28.    | 1:22:41,4 | 28.      |

Női
| Versenyző     | Versenyszám | Eredmény | Helyezés |
| ------------- | ----------- | -------- | -------- |
| Lőrincz Tímea | 10 km       | 37:15,3  | 86.      |

Sprint
| Versenyző             | Versenyszám         | Selejtező | Selejtező | Negyeddöntő | Negyeddöntő | Elődöntő | Elődöntő | Döntő   | Helyezés |
| Versenyző             | Versenyszám         | Idő       | Hely.     | Idő         | Hely.       | Idő      | Hely.    | Idő     | Helyezés |
| --------------------- | ------------------- | --------- | --------- | ----------- | ----------- | -------- | -------- | ------- | -------- |
| Raul Popa             | Férfi egyéni sprint | 2:59,85   | 47.       | kiesett     | kiesett     | kiesett  | kiesett  | kiesett | 47.      |
| Paul Pepene Raul Popa | Férfi csapatsprint  |           |           |             |             | 21:03,35 | 9.       | kiesett | 18.      |
| Lőrincz Tímea         | Női egyéni sprint   | 3:55,15   | 78.       | kiesett     | kiesett     | kiesett  | kiesett  | kiesett | 78.      |

## Síugrás
Férfi
| Versenyző        | Versenyszám | Selejtező | Selejtező | Selejtező | 1. ugrás | 1. ugrás | 1. ugrás | 2. ugrás | 2. ugrás | 2. ugrás | Összesítés | Összesítés |
| Versenyző        | Versenyszám | Táv       | Pont      | Hely.     | Táv      | Pont     | Hely.    | Táv      | Pont     | Hely.    | Pont       | Helyezés   |
| ---------------- | ----------- | --------- | --------- | --------- | -------- | -------- | -------- | -------- | -------- | -------- | ---------- | ---------- |
| Daniel Cacina    | Normálsánc  | 83,5      | 70,9      | 40.       | 89,5     | 95,8     | 48.      | kiesett  | kiesett  | kiesett  | kiesett    | kiesett    |
| Daniel Cacina    | Nagysánc    | 114,0     | 88,8      | 44.       | 119,0    | 97,8     | 46.      | kiesett  | kiesett  | kiesett  | kiesett    | kiesett    |
| Andrei Feldorean | Normálsánc  | 76,5      | 55,0      | 45.       | 82,0     | 84,3     | 50.      | kiesett  | kiesett  | kiesett  | kiesett    | kiesett    |
| Andrei Feldorean | Nagysánc    | 104,5     | 69,0      | 52.       | kiesett  | kiesett  | kiesett  | kiesett  | kiesett  | kiesett  | kiesett    | kiesett    |

Női
| Versenyző          | Versenyszám | Első forduló | Első forduló | Első forduló | Döntő | Döntő | Döntő | Összesítés | Összesítés |
| Versenyző          | Versenyszám | Táv          | Pont         | Hely.        | Táv   | Pont  | Hely. | Pont       | Helyezés   |
| ------------------ | ----------- | ------------ | ------------ | ------------ | ----- | ----- | ----- | ---------- | ---------- |
| Daniela Haralambie | Normálsánc  | 88,5         | 83,0         | 19.          | 79,5  | 73,2  | 25.   | 156,2      | 25.        |

## Szánkó
| Versenyző                   | Versenyszám | 1. futam | 1. futam | 2. futam | 2. futam | 3. futam      | 3. futam      | 4. futam      | 4. futam      | Összesítés    | Összesítés    |
| Versenyző                   | Versenyszám | Idő      | Hely.    | Idő      | Hely.    | Idő           | Hely.         | Idő           | Hely.         | Idő           | Helyezés      |
| --------------------------- | ----------- | -------- | -------- | -------- | -------- | ------------- | ------------- | ------------- | ------------- | ------------- | ------------- |
| Valentin Crețu              | Férfi egyes | 58,349   | 20.      | 58,362   | 15.      | 1:02,223      | 34.           | kiesett       | kiesett       | 2:58,934      | 29.           |
| Raluca Strămăturaru         | Női egyes   | 1:01:357 | 31.      | 1:00,305 | 27.      | nem ért célba | nem ért célba | nem ért célba | nem ért célba | nem ért célba | nem ért célba |
| Vasile Gîtlan Darius Şerban | Kettes      | 59,694   | 13.      | 1:00,243 | 16.      |               |               |               |               | 1:59,937      | 14.           |